# Geranomyia argentifera
Geranomyia argentifera är en tvåvingeart som beskrevs av de Meijere 1911. Geranomyia argentifera ingår i släktet Geranomyia och familjen småharkrankar. Inga underarter finns listade i Catalogue of Life.